# Christian I. (Oldenburg)
Christian I. von Oldenburg, genannt der Streitbare, (* um 1123; erstmals erwähnt 1148; † um 1167 in Oldenburg) war Graf von Oldenburg.
Er war ein Sohn des Grafen Egilmar II. von Oldenburg. Nach dem Tod seines Vaters wurde das Erbe zwischen ihm und seinem Bruder Heinrich I. aufgeteilt. Heinrich begründete die Wildeshausener Linie des Oldenburger Grafenhauses, Christian regierte in Oldenburg.
Christian war eigentlich ein Vasall Herzog Heinrichs des Löwen, spätestens 1166 trat er aber in Gegnerschaft zu diesem. Neben der Teilnahme am Ersten Italienzug Kaiser Friedrichs Barbarossa 1154 und 1155 beteiligte er sich auch am Feldzug gegen Mecklenburg 1164 und an der Schlacht bei Östringsfelde 1153, bekannt als Teil der Friesenfeldzüge Heinrichs des Löwen, die er jedoch verlor. Dem Einfluss Heinrichs des Löwen versuchte er zu entgehen, indem er 1167 die Bremer Bürgerschaft auf seine Seite zog, was jedoch nicht den Angriff der Welfen verhinderte, sodass er nach Oldenburg zurückweichen musste. Christian starb um 1167 während der Belagerung durch den Welfenherzog in Oldenburg. Da seine Kinder zu dem Zeitpunkt noch unmündig waren, war es Heinrich der Löwe, der die Geschicke Oldenburgs bis zu seinem Sturz um 1180 bestimmte.
Christian war verheiratet mit Kunigunde, die vermutlich dem Haus Versfleht entstammte. Aus der Ehe gingen folgende Kinder hervor:
- Moritz I. von Oldenburg (* um 1145; † nach 1209) ⚭ Salome von Hochstaden-Wickrath
- Christian von Oldenburg, der Kreuzfahrer (* vor 1167; † 1192)